# Derek Jarman
 (juillet 2019).
Si vous disposez d'ouvrages ou d'articles de référence ou si vous connaissez des sites web de qualité traitant du thème abordé ici, merci de compléter l'article en donnant les références utiles à sa vérifiabilité et en les liant à la section « Notes et références ».
Derek Jarman est un artiste, acteur et cinéaste (réalisateur, scénariste, directeur de la photographie et monteur) britannique, né le 31 janvier 1942 à Northwood, dans le Middlesex, et mort le 19 février 1994 à Londres.

## Biographie

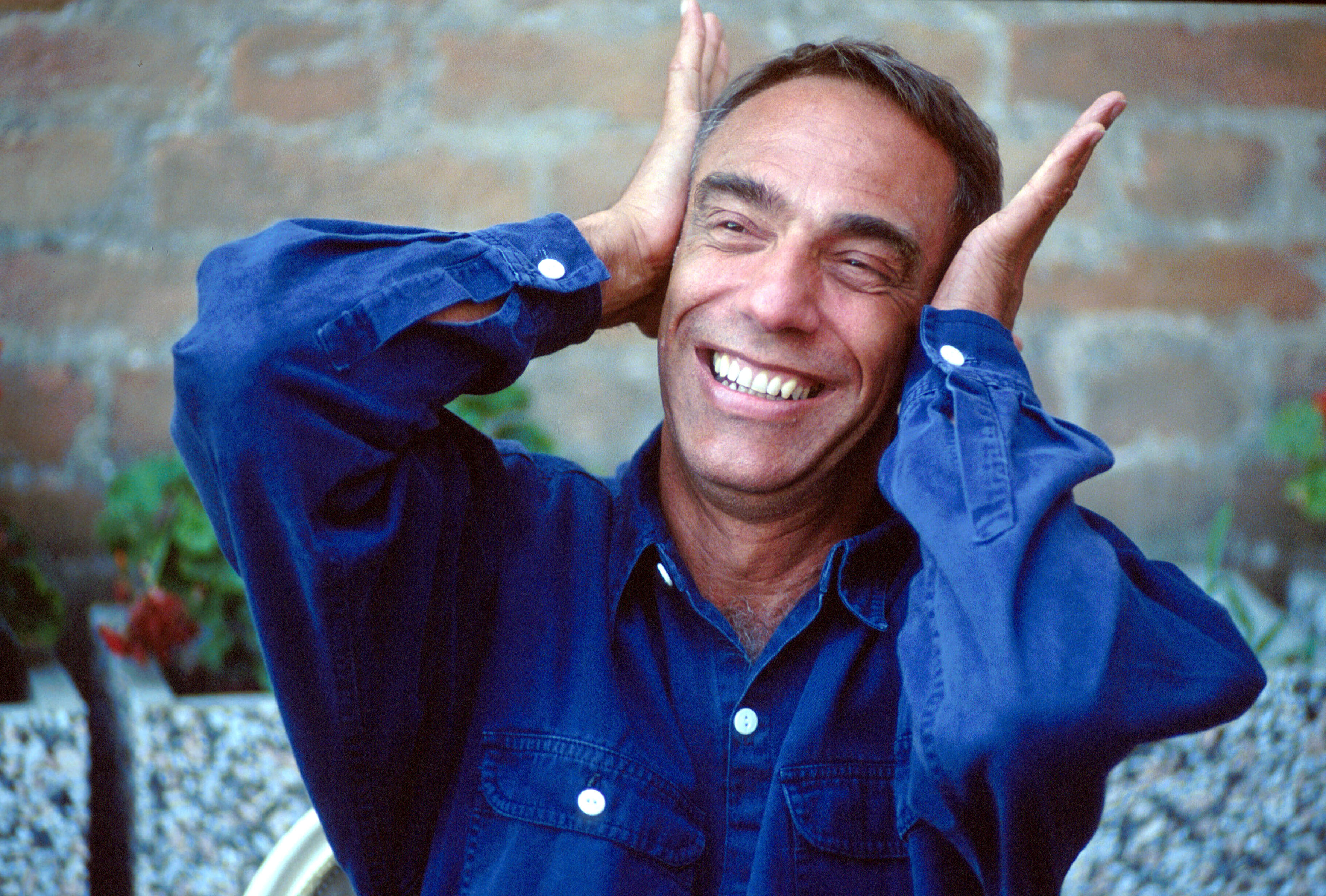
Derek Jarman à la Mostra de Venise 1991

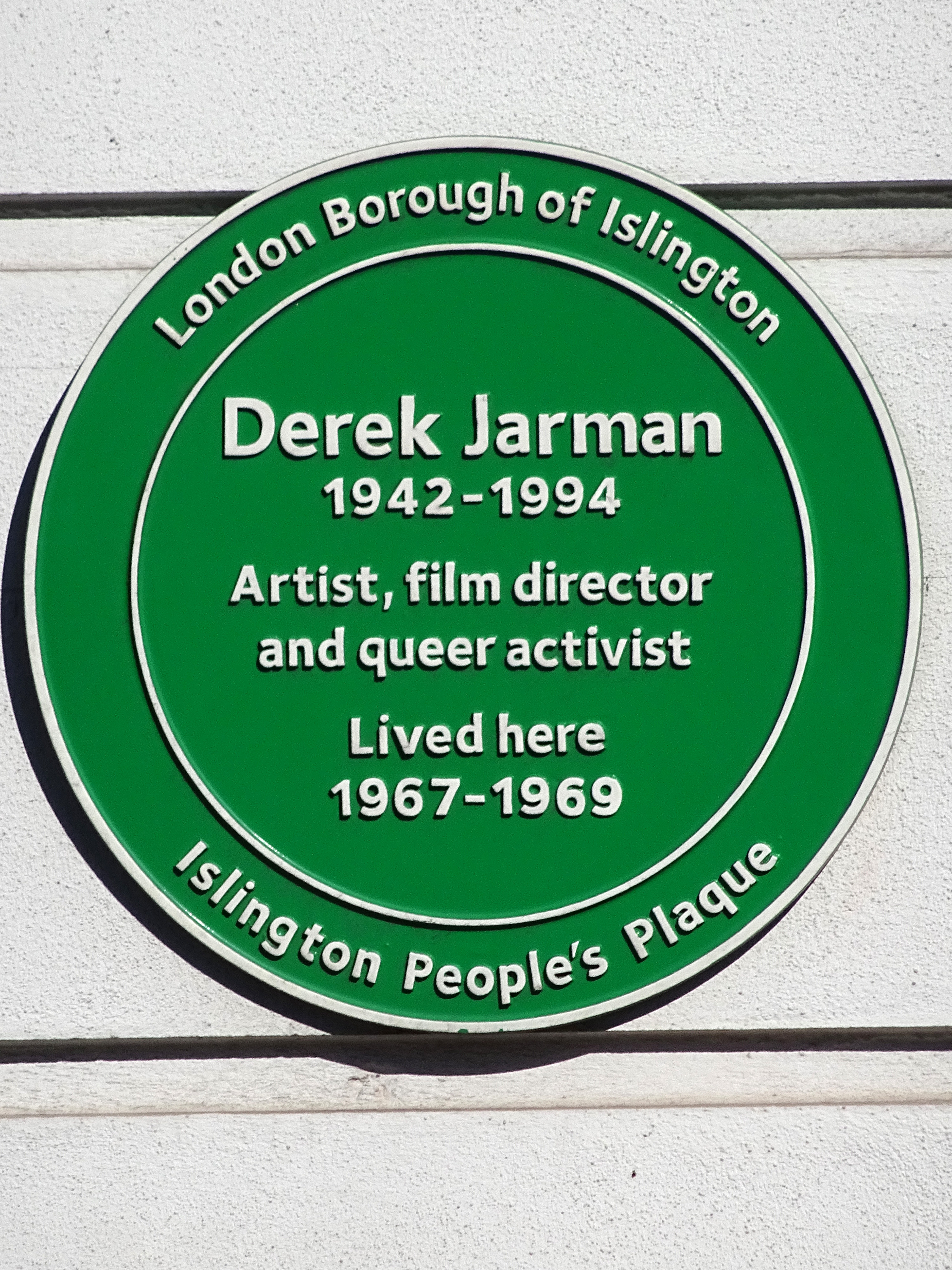
Plaque en mémoire de Derek Jarman à Londres

Né à Northwood dans le Middlesex, d'un père officier militaire et d'une mère d'origine juive, Derek Jarman étudie à partir de 1960 au King's College de Londres, puis à la Slade School of Fine Art.
Il commence à travailler pour le cinéma en 1970 comme concepteur de production sur le film Les Diables de Ken Russell. Au milieu des années 1970, il partage un atelier au Butler's Wharf (en) avec Andrew Logan, créateur du Alternative Miss World (en) ; Jarman emporte le premier prix en 1976 pour sa création Miss Crêpe Suzette.
Jarman s'affirme publiquement comme militant pour les droits des homosexuels. C'est en 1976 que sa réputation de réalisateur underground s'établit avec son film Sebastiane. Vision homoérotique de la vie de saint Sébastien, le film se distingue de plus par ses dialogues en latin.
Jarman publie Queerlife en 1984. Il réalise également des clips vidéos pour des chanteurs et des groupes britanniques, comme Marianne Faithfull, Pet Shop Boys, Marc Almond, The Smiths ou Suede.
En 1986, son film Caravaggio, évocation de la vie tumultueuse du peintre italien, reçoit un Ours d'argent pour sa conception visuelle lors de la Berlinale, et le prix spécial du jury au festival international du film d'Istanbul. Ce film révèle également l'actrice Tilda Swinton.
C'est aussi en 1986 que Jarman découvre qu'il est séropositif et s'exprime publiquement au sujet du sida. Il s'installe dans une petite maison à Dungeness, sur la côte du Kent, près d'une centrale nucléaire. Il y crée un jardin singulier. Il publie des livres autobiographiques comme At Your Own Risk ou ses journaux intimes en 1992. Cette même année, son film Edward II, adapté de la pièce de Christopher Marlowe, reçoit le Teddy Award et le prix FIPRESCI à la Berlinale, et le Hitchcock d'or au festival du film britannique de Dinard.
En 1993, Jarman livre sa dernière œuvre, Blue, un film confession sans images, mais à la bande son très travaillée dans lequel il évoque son vécu de malade séropositif.
Derek Jarman meurt des suites du sida à St Bartholomew's Hospital en 1994 à Londres.

## Œuvre

### Cinéma

#### Comme réalisateur (et scénariste)

##### Longs métrages
- 1976 : Sebastiane (réalisation et scénario)
- 1977 : Jubilee (réalisation et scénario)
- 1979 : La Tempête (The Tempest) (réalisation et scénario)
- 1985 : The Angelic Conversation (également direction de la photographie et montage)
- 1986 : Caravaggio (réalisation et scénario)
- 1988 : The Last of England (réalisation, scénario et direction de la photographie)
- 1989 : War Requiem
- 1990 : The Garden
- 1991 : Edward II (réalisation et scénario)
- 1993 : Wittgenstein (réalisation et scénario)
- 1993 : Blue (réalisation et scénario)

##### Courts métrages
- 1970 : Studio Bankside
- 1971 : A Journey to Avebury
- 1972 : Tarot
- 1972 : Miss Gaby
- 1972 : Garden of Luxor
- 1972 : Andrew Logan Kisses the Glitterati
- 1973 : A Walk on Møn
- 1973 : Sulphur
- 1973 : Stolen Apples for Karen Blixen
- 1973 : Art of Mirrors
- 1974 : Ula's Fete
- 1974 : Fire Island
- 1974 : Duggie Fields
- 1974 : The Devils at the Elgin
- 1975 : Sebastiane Wrap
- 1975 : Picnic at Ray's
- 1976 : Sea of Storms
- 1976 : Gerald's Film
- 1976 : Art and the Pose
- 1977 : Jordan's Dance
- 1977 : Every Woman for Herself and All for Art
- 1978 : The Pantheon
- 1980 : In the Shadow of the Sun
- 1981 : T.G.: Psychic Rally in Heaven
- 1981 : Sloane Square: A Room of One's Own
- 1981 : Jordan's Wedding
- 1982 : Pontormo and Punks at Santa Croce
- 1982 : Ken's First Film
- 1983 : Waiting for Waiting for Godot
- 1983 : Pirate Tape
- 1983 : B2 Tape
- 1984 : Imagining October
- 1987 : Aria  (réalisation et scénario)
- 1988 : L'Ispirazione
- 1993 : Projections (vidéo)
- 1993 : The Next Life
- 1994 : Glitterbug (également direction de la photographie)

#### Comme acteur
- 1978 : Nighthawks
- 1981 : Sloane Square: A Room of One's Own
- 1989 : Dead Cat : Medicine Man
- 1991 : Ostia : Pasolini
- 1993 : The Clearing
- 1993 : Blue (voix)

#### Récompenses
- 1986 : Ours d'argent à la Berlinale 1986 pour Caravaggio
- 1988 : Teddy Award à la Berlinale 1988 pour The Last of England — le premier à être attribué dans des circonstances normales (jury, vote)
- 1991 : Prix Âge d'or pour Edward II
- 1992 : Teddy Award à la Berlinale 1992 pour Edward II
- 1992 : Hitchcock d'or au Festival du film britannique de Dinard pour Edward II
- 1992 : Baftas : Prix Michael-Balcon d'honneur
- 1993 : Teddy Award à la Berlinale 1993 pour Wittgenstein

### Littérature
- Dancing Ledge (d'abord paru sous le titre Queerlife), Quartet, 1984
- At Your Own Risk: a Saint's Testament, Hutchinson, 1992
- Modern Nature: The Journals of Derek Jarman, Arrow, 1992
- Blue, Overlook, 1994
- Chroma, Century, 1994 ; Chroma, un livre de couleurs[3], éditions de l'Éclat, 2003 Adaptation théâtrale : Chroma, adapté et mis en scène par Bruno Geslin, Théâtre de l'Archipel[4], 2015 ; Théâtre des Quartiers d'Ivry[5], 2020.
- Up in the Air, Vintage, 1996
- Kicking the Pricks, Overlook, 1998
- Smiling in Slow Motion, Vintage, 2001
- Un dernier jardin, photographies de Howard Sooley, Thames & Hudson, 2003
- Avec Terry Eagleton, Wittgenstein, éditions de l'Éclat, 2005

## Expositions
- 2021 : « Dead Souls Whisper (1986-1993) », le Crédac, Ivry-sur-Seine[6]